# Tegucigalpa
Tegucigalpa (spanische Aussprache [teɣusiˈɣalpa] oder [teɣuθiˈɣalpa]) ist die Hauptstadt von Honduras und mit rund 1.000.000 Einwohnern auch die größte Stadt des Landes. Gemeinsam mit Comayagüela bildet sie den Zentraldistrikt und ist zudem die Hauptstadt des Bezirkes Francisco Morazán.
Sie liegt im südlichen Teil von Honduras in einem Hochbecken am Ufer des Flusses Río Choluteca auf rund 940 Meter Seehöhe.

## Herkunft des Namens
Die Allgemeinheit der Einwohner Tegucigalpas glaubt fest daran, dass der Name ihrer Stadt von der Maya-Nahuatl-Bezeichnung Taguz Galpan herrührt, was so viel wie Silberberg bedeutet. Diese Deutung wird von den meisten Honduranern und offiziellen Institutionen als Namensherkunft verwendet. Einige Wissenschaftler glauben, dass die Stadt ihren Namen durch niedergelassene spanische Eroberer erhalten hat. Diese fanden in der hügeligen Umgebung Tegucigalpas reiche Silbererzvorkommen. Eine weitere Theorie besagt, dass der Name von der Bezeichnung „Tecuztli-Calli-Pan“ stammt, welche die Maya-Nahuatl verwendeten. Diese Redewendung kann sinnbildlich als „ein Platz, an dem Adlige ihre Pferde haben“ übersetzt werden.

## Stadtgliederung
Tegucigalpa und Comayagüela sind in barrios und colonias unterteilt. In den colonias ist der neue Mittelstand des Landes vertreten, während in den barrios, die in der alten Innenstadt liegen, die arme Bevölkerungsschicht sesshaft ist. Der größte Teil des Stadtrandes besteht aus barrios marginales, Elendsvierteln, die von den Ärmsten bewohnt werden.
Sowohl die barrios als auch die colonias haben keine bestimmten Grenzen und auch keine Stadtzentren. Es gibt einige Boulevards, von denen jedoch keiner bis in die Innenstadt reicht. Wie in den meisten mittelamerikanischen Städten scheint die Namensgebung nicht sehr strukturiert zu sein, was eine Orientierung recht schwierig macht und einen erstmaligen Besucher der Stadt bei Autofahrten vor besondere Herausforderungen stellt.
In Colonia Palmira, einem sehr wohlhabenden Stadtbezirk östlich des Stadtzentrums am Boulevard Morazán, befinden sich die meisten Botschaften und zum Teil exklusive Restaurants. Die Kolonien Lomas del Guijarro, Loma Linda und Miramontes sind ebenfalls sehr exklusive Wohnquartiere. Als Kolonie werden Wohnquartiere bezeichnet, die nur den Bewohnern zugänglich sind und von bewaffnetem Sicherheitspersonal bewacht werden. Die wichtigsten Hotels der Stadt befinden sich ebenfalls in diesem Bezirk: So befinden sich hier das Marriott Hotel, Lautes Hotel, Hotel El Centenario, Interkontinental, Maya de Honduras, Plaza Del Libertador, Plaza San Martín, Hotel Alameda, Excelsior Hotel und das Kasino.

## Geschichte

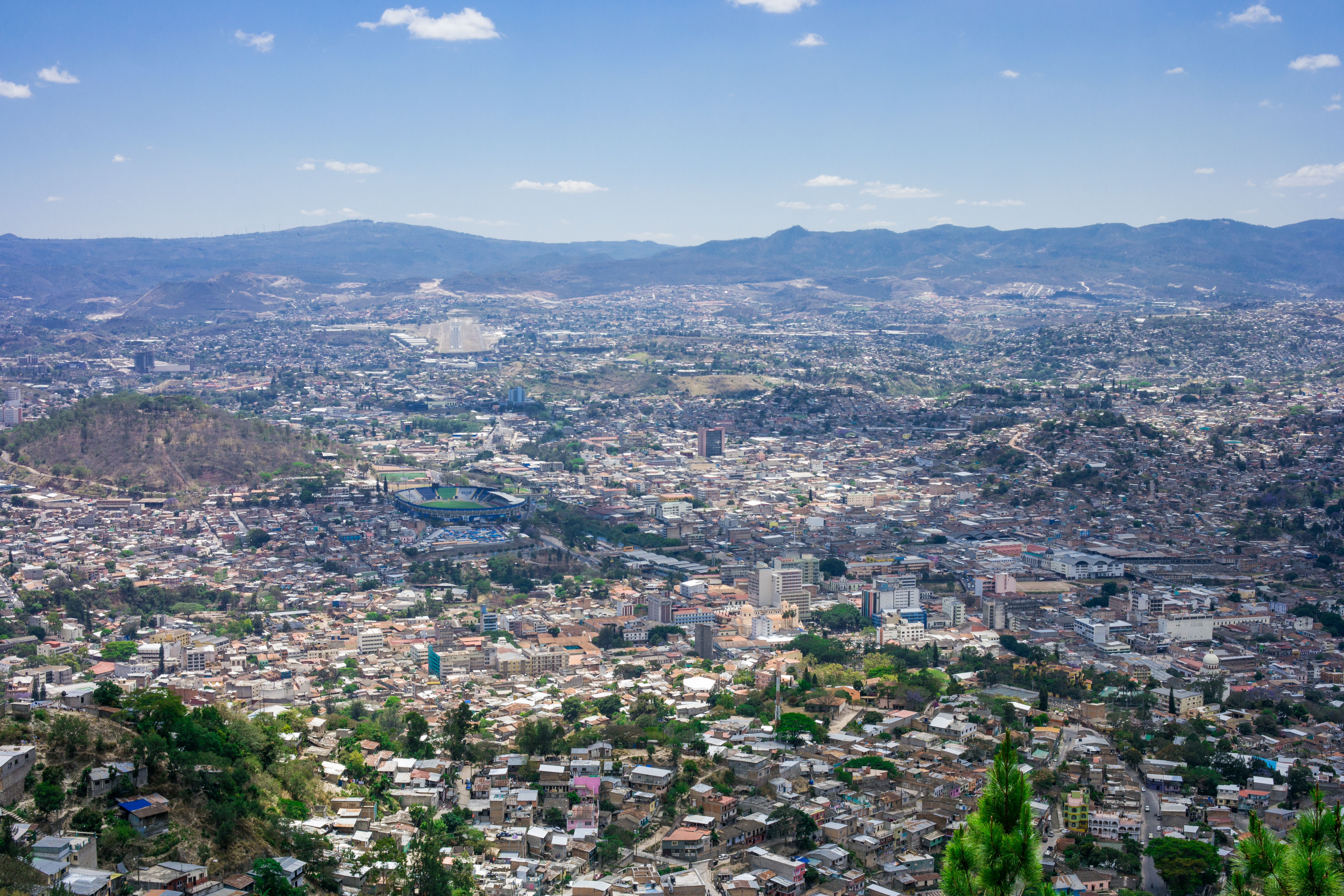
Blick auf Tegucigalpa (2014)

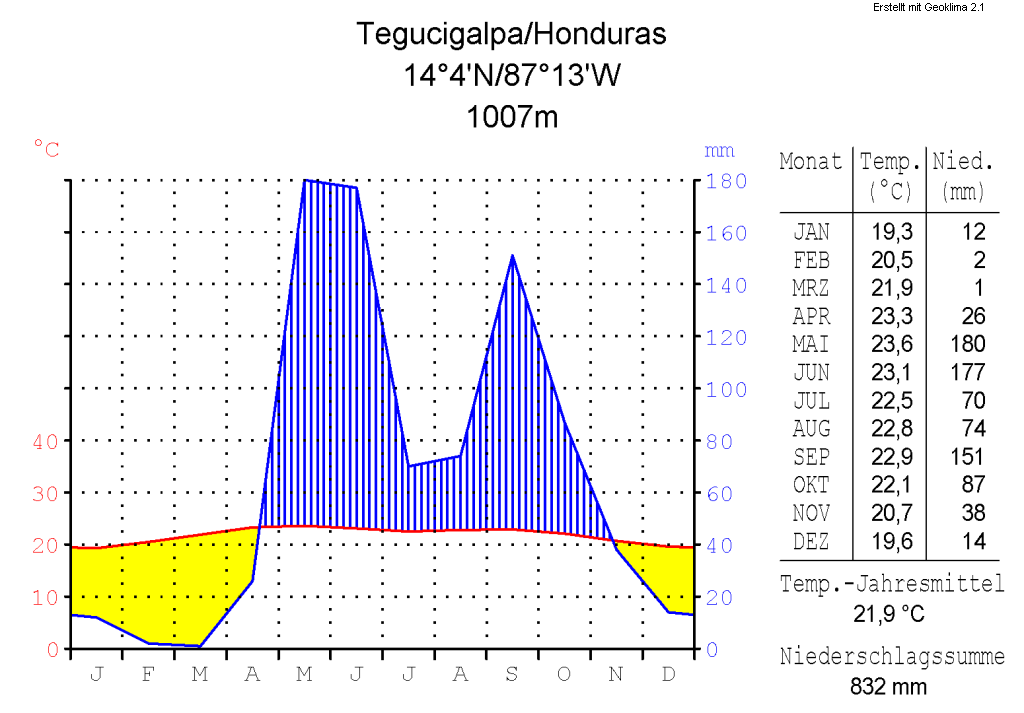
Klimadiagramm von Tegucigalpa

Bereits vor der Ankunft der ersten Spanier Mitte des 16. Jahrhunderts war das Gebiet um Tegucigalpa besiedelt, und die Stadt trug auch bereits ihren heutigen Namen. Trotzdem gilt der 29. September 1578 als der offizielle Gründungstag.
Zur Zeit der Eroberung durch die Europäer lebte das Volk der Lenca in dem Gebiet. Ihre Sprache ist heute ausgestorben, und es ist nur sehr wenig über ihre Kultur bekannt.
Nachdem die Spanier in Tegucigalpa Silber fanden, kam die Theorie auf, dass der indigene Name der Stadt „Silberner Berg“ bedeuten könnte. Allerdings ist dies unwahrscheinlich, da die Lenca selbst kein Silber abbauten. Andere Theorien besagen, dass der Name „Platz, an dem sich Menschen treffen“ oder „bunte Steine“ bedeuten könnte.
Im 19. Jahrhundert kamen zur indigenen und zur europäischen Bevölkerung zwei weitere Bevölkerungsgruppen hinzu: Araber (vor allem als Kaufleute) und Chinesen (vor allem als Plantagenarbeiter und zum Eisenbahnbau). Diese beiden Bevölkerungsgruppen sind auch heute noch in der Stadt präsent.
Die beiden Universitäten von Honduras wurden 1847 und 1978 gegründet.
Lange wechselten sich Tegucigalpa und Comayagua als Hauptstadt des unabhängigen Honduras ab. Erst seit dem 30. Oktober 1880 ist Tegucigalpa endgültig die Hauptstadt der Republik Honduras und auch die Hauptstadt der Provinz Francisco Morazán.
Um 1930 wurde die Stadt Comayagüela, die auf der anderen Seite des Choluteca-Flusses liegt, eingemeindet. In der seit 1982 gültigen Verfassung wird Comayagüela trotzdem gemeinsam mit Tegucigalpa als Hauptstadt erwähnt.

## Klima
Das Klima ist temperiert subtropisch (Cwa) mit einer mittleren Jahrestemperatur von 20,2 °C und jährlichen Niederschlägen zwischen 900 und 1300 mm.
|                       | Jan  | Feb  | Mär  | Apr  | Mai  | Jun  | Jul  | Aug  | Sep  | Okt  | Nov  | Dez  |   |      |
| Mittl. Tagesmax. (°C) | 24,3 | 26,4 | 27,8 | 28,3 | 27,6 | 26,8 | 26,7 | 27,0 | 27,0 | 26,0 | 26,0 | 25,0 | ⌀ | 26,6 |
| Mittl. Tagesmin. (°C) | 13,0 | 14,0 | 15,7 | 17,1 | 18,2 | 18,0 | 17,4 | 17,4 | 17,4 | 17,3 | 16,7 | 13,5 | ⌀ | 16,3 |
|                       |      |      |      |      |      |      |      |      |      |      |      |      |   |      |
| Niederschlag (mm)     | 22   | 11   | 13   | 33   | 81   | 104  | 103  | 111  | 103  | 110  | 90   | 44   | Σ | 825  |
|                       |      |      |      |      |      |      |      |      |      |      |      |      |   |      |
| Sonnenstunden (h/d)   | 8,0  | 8,6  | 8,7  | 6,8  | 6,8  | 7,0  | 7,6  | 7,9  | 7,7  | 7,7  | 7,6  | 7,2  | ⌀ | 7,6  |
|                       |      |      |      |      |      |      |      |      |      |      |      |      |   |      |
| Regentage (d)         | 4    | 3    | 2    | 4    | 8    | 13   | 13   | 11   | 11   | 11   | 8    | 6    | Σ | 94   |
|                       |      |      |      |      |      |      |      |      |      |      |      |      |   |      |
| Luftfeuchtigkeit (%)  | 78   | 75   | 73   | 75   | 79   | 81   | 81   | 80   | 79   | 81   | 84   | 81   | ⌀ | 78,9 |

| 13,0 |

| 14,0 |

| 15,7 |

| 17,1 |

| 18,2 |

| 18,0 |

| 17,4 |

| 17,4 |

| 17,4 |

| 17,3 |

| 16,7 |

| 13,5 |

| 13,0 |

| 14,0 |

| 15,7 |

| 17,1 |

| 18,2 |

| 18,0 |

| 17,4 |

| 17,4 |

| 17,4 |

| 17,3 |

| 16,7 |

| 13,5 |

## Sehenswürdigkeiten

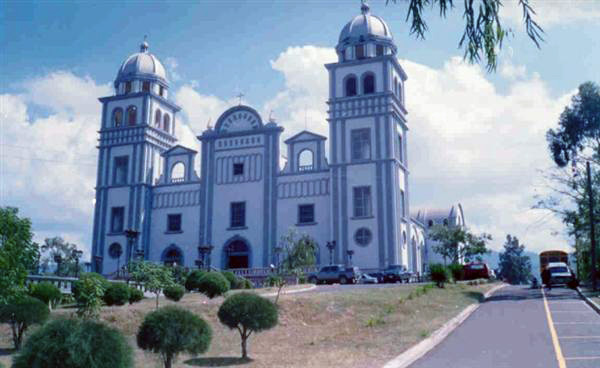
Basílica de Nuestra Patrona la Virgen de Suyapa

Im Zentraldistrikt gibt es mehrere touristische Attraktionen:
- der La-Leona-Park (Parque La Leona)
- die Kathedrale Hl. Erzengel Michael (San Miguel Arcangel) des Erzbistums Tegucigalpa
- Museum Villaroy (Villa Royal)
- der frühere Präsidentenpalast (jetzt ein Museum)
- das Museum der nationalen Identität
- die nationale Universität
- die Basilika der Heiligen Jungfrau Maria von Suyapa (Basílica de Nuestra Patrona la Virgen de Suyapa)
- Tigra-Nationalpark
- der Picacho-Hügel mit dem Christusmonument und dem Zoo
- Chiminikee (ein Wissenschaftspark und Museum für Kinder).

Im Zentrum der Stadt befinden sich einige alte Kirchen (Kathedrale zu St. Michael, La Merced, Los Dolores-Kirche). Die Kirche zu San Francisco ist das älteste Gebäude der Stadt und stammt wahrscheinlich von 1590.
Der Park La Leona bietet eine schöne Aussicht auf die Altstadt. In der Calle Mendiete befindet sich das Geburtshaus von Francisco Morazán, einem honduranischen Nationalhelden, der von 1830 bis 1840 Präsident von Zentral-Amerika war. Er setzte sich für freie Wahlen und öffentliche Schulbildung ein, bevor er 1842 erschossen wurde.
Das Nationalmuseum Villa Royal beherbergt eine Sammlung präkolumbischer Exponate und unter anderem auch einige Oldtimer, die früher von honduranischen Diktatoren benutzt wurden.

### Museen
Es gibt eine Reihe von Museen, die sich mit der Geschichte Honduras und mit Kunst befassen, unter anderem: das Museo Identidad Nacional, Museo Nacional Villaroy, Museo del Hombre, Museo Histórico Militar, Museo Historia Natural und die Galeria de Arte Nacional. Außerdem das Centro Cultural de España en Tegucigalpa - CCET oder das Sala Bancatlan (Banco Atlántida), welches gelegentlich Kunstausstellungen zeigt.

### Einkaufszentren
In Tegucigalpa gibt es die Multiplaza, ein auf mehreren Ebenen angelegtes Einkaufszentrum, das ein Lebensmittelgeschäft, einen Filmtheater-Komplex, Restaurants, Banken und natürlich viele Einzelhandelsgeschäfte beinhaltet. Neuere Einkaufszentren sind das Las Cascadas und MetroMall mit einem großen Filmtheater-Komplex.
Kleinere Einkaufszentren können überall in der Stadt, einschließlich in Los Castaños, El Dorado und dem neuen Los Proceres-Zentrum, gefunden werden.

## Bevölkerung
Tegucigalpa hat laut einer Abschätzung aus dem Jahre 2005 etwa 1,25 Millionen Einwohner. Die Stadtbewohner sind hauptsächlich spanischsprechende Mestizen mit einer kleinen Minderheit an europäischstämmigen Bewohnern. Zudem gibt es eine Minderheit an Chinesen und Arabern, letztere überwiegend aus Palästina, sowie Indigene und afro-honduranische Einwohner.

## Wirtschaft
Sie ist Heimat der Wertpapierbörse des Landes - der Bolsa Centroamericana de Valores.

### Industrie
Im 16. Jahrhundert war Tegucigalpa ein wichtiger Ort für den Gold- und Silberabbau. Heute sind die Textil-, Zucker- und Zigarettenindustrie vorherrschend.

## Infrastruktur
Tegucigalpa ist eine der wenigen Hauptstädte der Welt ohne Eisenbahn.
Der Flughafen der Stadt, Toncontín, gilt wegen seiner Lage als einer der gefährlichsten Flughäfen der Welt. Der Flughafen ist sehr stadtnah und verfügt über eine äußerst kurze Start- und Landebahn, was den Anflug sehr schwierig gestaltet. Größere Flugzeuge sind daher zu einer engen, linksseitigen sogenannten Haarnadelkurve gezwungen, welche in sehr geringer Höhe geflogen werden muss. Auf Grund dieser Herausforderungen erhalten beispielsweise Piloten amerikanischer Fluglinien zusätzliche, speziell auf Toncontin zugeschnittene Schulungseinheiten.

## Gesundheitswesen

### Krankenhäuser
- Krankenhaus und Klinikum Viera
- Krankenhaus und Klinikum San Jorge
- Krankenhaus Centro Médica
- privates Kinderkrankenhaus
- Klinikum Cardiopulmunar Alameda
- Centro Oftalmológico Santa Lucía
- Centro de Maternidad y Diagnóstico
- Honduras Medical Center
- Krankenhaus La Policlínica
- Centro Médico Hondueño
- Instituto Hondureño de Seguridad Social IHSS
- Schulkrankenhaus „Hospital Escuela“

## Söhne und Töchter der Stadt
- José Jerónimo de Zelaya Fiallos (* 1780), Staatschef der Provinz Honduras in der Zentralamerikanischen Konföderation (1827)
- Juan Lindo (1790–1857), Präsident von El Salvador (1841–1842) und Präsident von Honduras (1847–1852)
- José Francisco Morazán Quezada (1792–1842), zentralamerikanischer Präsident
- Joaquín Rivera Bragas (1795–1845), Supremo Jefe der Provinz Honduras in der Zentralamerikanischen Konföderation
- Diego Vigil Cocaña (1799–1845), zentralamerikanischer Präsident
- José María Antonio de la Cruz Márquez (1802–1832), Supremo Director der Provinz Honduras in der Zentralamerikanischen Konföderation
- Francisco Inestroza (1810–1864), Präsident von Honduras (1863–1864)
- Crescencio Gómez Valladares (1833–1921), Präsident von Honduras (1865–1876 mit Unterbrechungen)
- Marco Aurelio Soto (1846–1908), Präsident von Honduras (1876–1883)
- Domingo Vásquez (1846–1909), Präsident von Honduras (1893–1894)
- Rafael López Gutiérrez (1855–1924), Präsident von Honduras (1920–1924)
- Policarpo Bonilla (1858–1928), Präsident von Honduras (1894–1899)
- Alberto Membreño Vásquez (1859–1921), Präsident von Honduras (1915–1916)
- Tiburcio Carías Andino (1876–1969), Präsident von Honduras (1933–1949)
- Julio Lozano Díaz (1885–1957), Präsident von Honduras (1954–1956)
- Juan Manuel Gálvez Durón (1887–1972), Präsident von Honduras (1949–1954)
- Carlos Luis Geromini (1906–1972), römisch-katholischer Geistlicher, Bischof von Santa Rosa de Copán
- Tiburcio Carías Castillo (* 1908), Diplomat
- Miguel Facussé Barjum (1924–2015), Unternehmer
- Gustavo Adolfo Álvarez Martínez (1938–1989), Leiter der Sicherheitsorgane von Honduras
- Fernando Soto Henríquez (1939–2006), Jagdflieger im Fußballkrieg zwischen Honduras und El Salvador (1969)
- Olban Francisco Valladares (* 1941), Politiker und Manager
- Oscar Andrés Rodríguez Maradiaga (* 1942), Erzbischof von Tegucigalpa und Kardinal
- Rafael Leonardo Callejas (1943–2020), Wirtschaftswissenschaftler und Präsident von Honduras (1990–1994)
- Salvador Moncada (* 1944), britisch-honduranischer Pharmakologe
- Roberto Flores-Bermúdez (* 1949), Politiker und Diplomat
- Carlos Roberto Flores Facussé (* 1950), Staatspräsident von Honduras (1998 bis 2002)
- Julio César Arzú (* 1951), Fußballspieler
- Salvador Nasralla (* 1953), honduranischer Politiker und Journalist
- Horacio Castellanos Moya (* 1957), salvadorianischer Schriftsteller und Journalist
- Nasry Asfura (* 1958), Politiker
- Darwin Rudy Andino Ramírez (* 1959), römisch-katholischer Bischof von Santa Rosa de Copán
- Xiomara Castro (* 1959), Politikerin (Partido Libertad y Refundación); seit 2022 Präsidentin von Honduras
- Juan José Pineda Fasquelle (* 1960), römisch-katholischer Weihbischof in Tegucigalpa
- Elvin Santos (* 1963), Unternehmer und Politiker
- Lisandro Rosales Banegas (* 1969), Politiker, Außenminister
- Julissa Villanueva (* 1972), Rechtsmedizinerin
- Mary Elizabeth Flores Flake (* 1973), Diplomatin
- Amado Guevara (* 1976), Fußballspieler
- Rosalinda Bueso Asfura (* 1977), Diplomatin
- Walter Julián Martínez (1982–2019), Fußballspieler
- Boniek García (* 1984), Fußballspieler
- Ramón Núñez (* 1985), Fußballspieler
- Melissa Borjas (* 1986), Fußballschiedsrichterin
- Emilio Izaguirre (* 1986), Fußballspieler
- Edgar Flores (* 1988), Schauspieler
- Bayron Molina (* 1993), Boxer

## Städtepartnerschaften
- Taipeh, Republik China (Taiwan)
- Madrid, Spanien
- Lima, Peru
- Bogotá, Kolumbien
- Belo Horizonte, Brasilien
- New Orleans, USA
- Gainesville, USA
- Guadalajara, Mexiko
- Guatemala-Stadt, Guatemala
- Amman, Jordanien

## Belege
1. ↑  "Distrito central: Informacion del municipio" (Memento vom 19. August 2016 im Internet Archive)